# Янтарный
Янта́рный (до 1947 — Пальмникен, прус. Palweniken (1398) и Palmenicken (1491), нем. Palmnicken) — посёлок городского типа в Калининградской области Российской Федерации. Административный центр Янтарного городского округа. Расположен на побережье Гданьского залива. Население 6571 чел. (2023). В посёлке расположен янтарный комбинат, добывающий и перерабатывающий янтарь. Самый западный посёлок России.

## История

### Пальмникен — Кракстепеллен

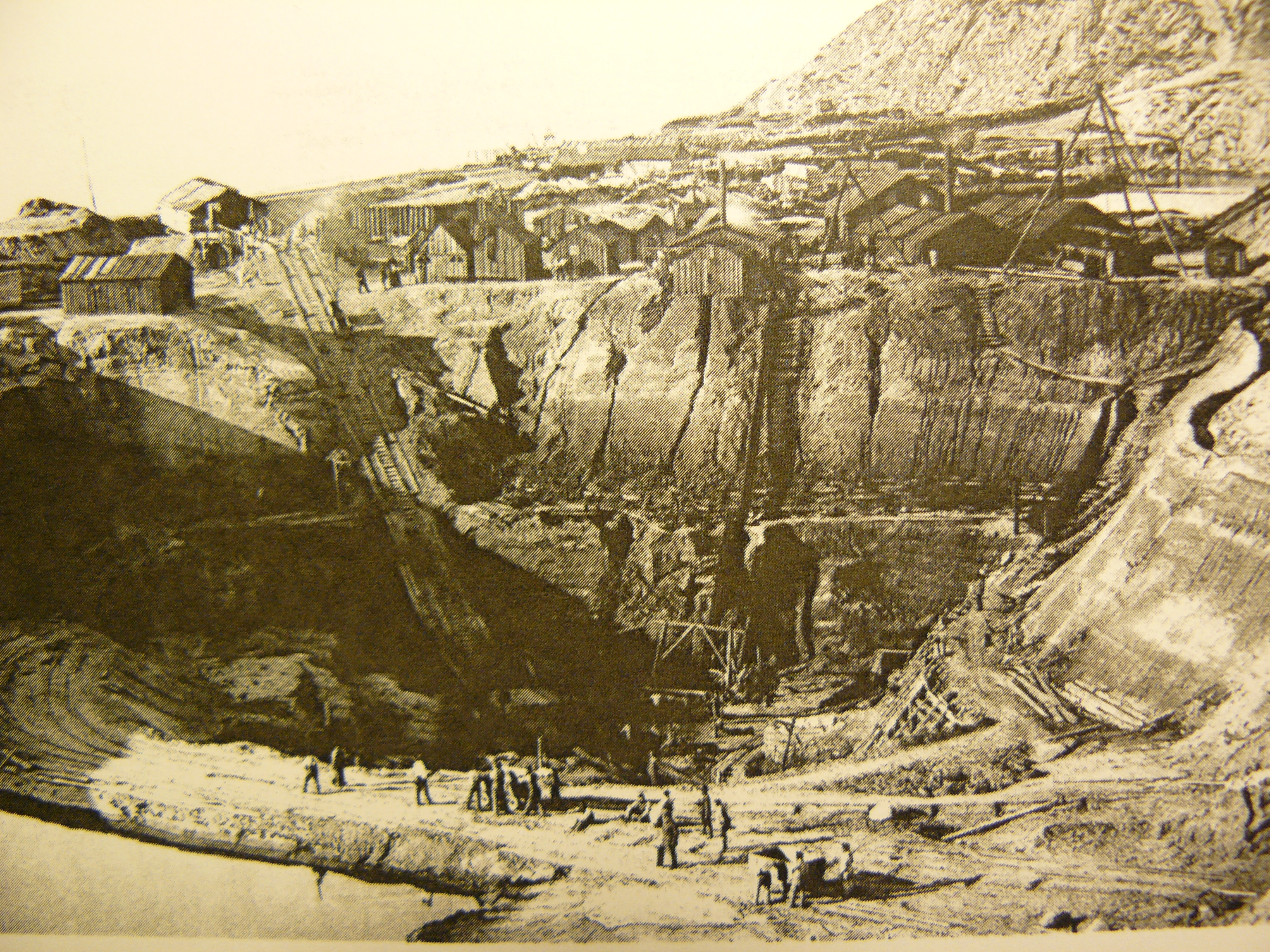
Добыча янтаря из карьера рядом с Пальмникеном, 1874 год

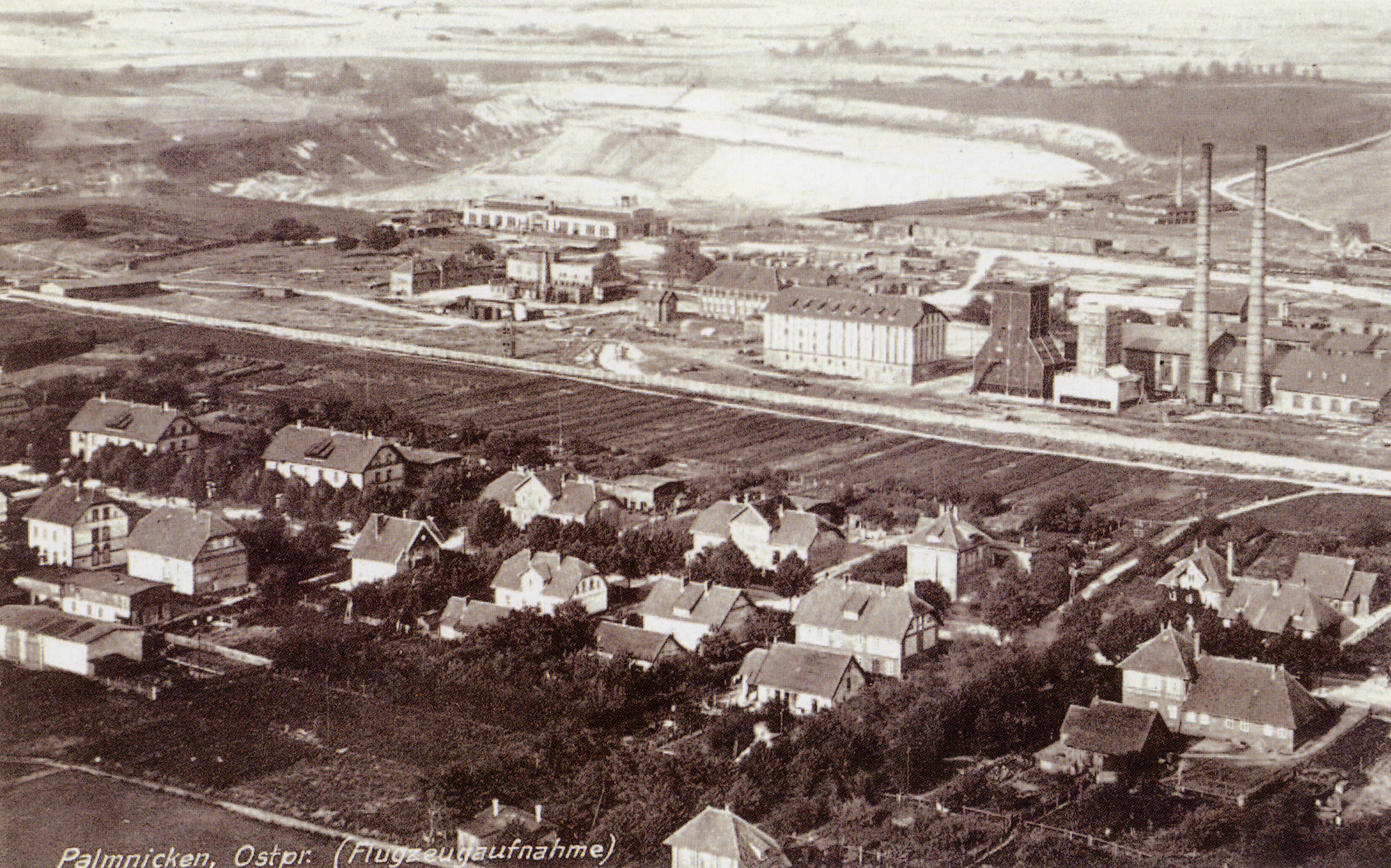
Пальмникен и карьер Вальтер в 1930 году

Поселение Пальмникен (нем. Palmnicken) возникло в 1654 году. Основой экономики посёлка стала добыча янтаря, осуществлявшаяся вручную. Помимо этого население занималось сельским хозяйством, рыболовством и торговлей.
Поселение Кракстепеллен (нем. Kraxtepellen) — ранее отдельный посёлок, к северу от Пальмникена, впоследствии с ним сросся.
Мощный импульс развития Пальмникен-Кракстепеллен получил в конце XIX века с началом промышленной добычи янтаря, которую стала осуществлять фирма «Штанцин унд Беккер».
В те же годы в посёлок прокладывается железная дорога из Фишхаузена.

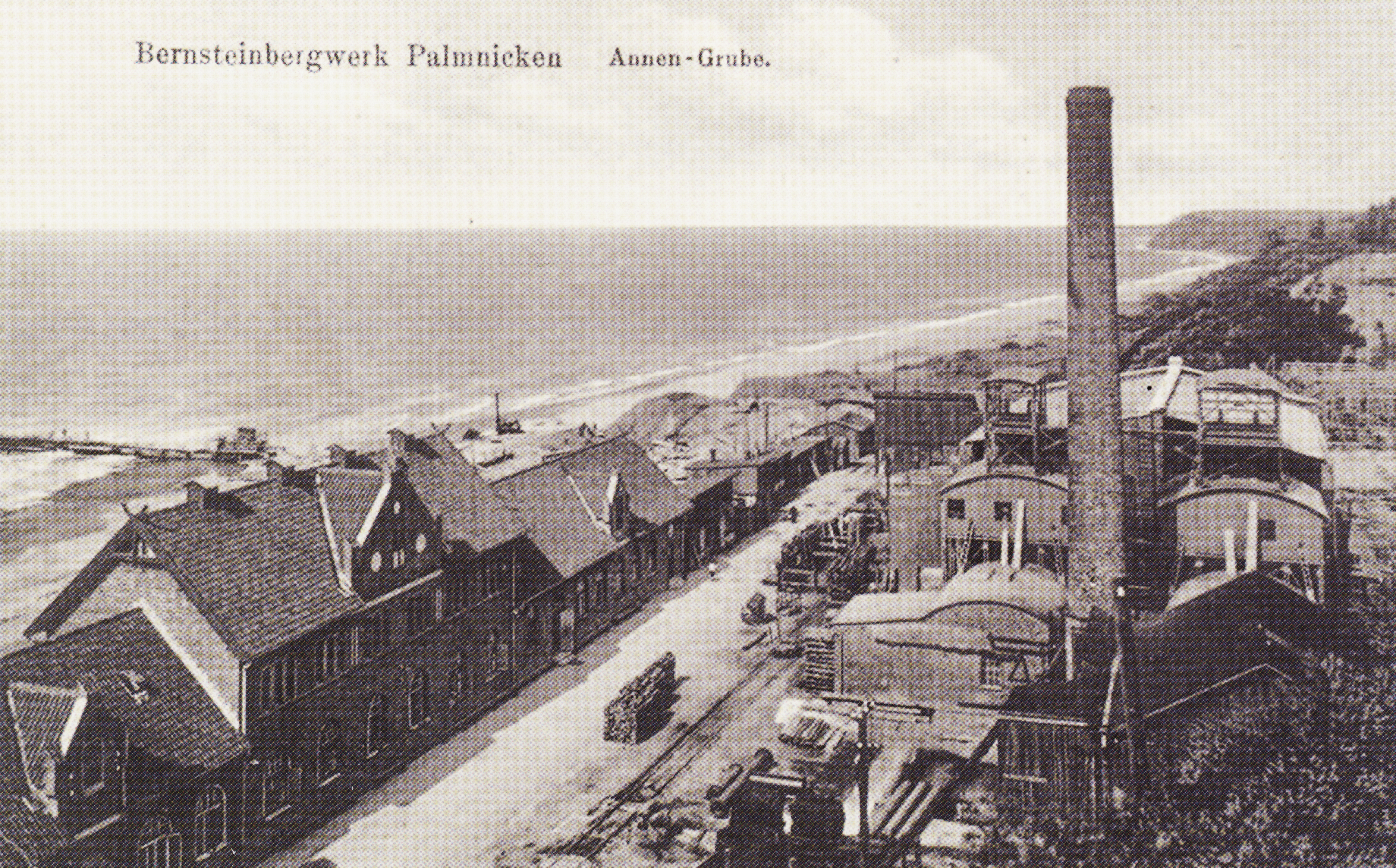
Шахта Анна в 1910 году. Открыта в 1883 году, закрыта в 1922.

31 января — 1 февраля 1945 года предположительно неподалёку от шахты Анна (точное место неизвестно) на берегу Балтийского моря были расстреляны от 2 до 3 тысяч человек. Это были оставшиеся в живых после длительного пешего перехода сборной колонны узников концентрационных лагерей Восточной Пруссии. Всего в колонне было около 6000 человек, более 3000 человек погибло от изнеможения или в результате расстрелов во время пути. Оставшиеся в живых по приходе в Пальмникен были размещены в слесарный цех янтарного комбината. Через несколько дней их вывели на побережье, где расстреливали небольшими группами. По неподтверждённым данным, в самой шахте Анна расстрелов не велось. Также не выяснена судьба тел расстрелянных, версия захоронения их в шахтах не находит подтверждений, хотя и не опровергнута.
Первое мероприятие, посвящённое памяти жертвам трагедии, было проведено в Янтарном еврейской общиной Калининграда в 1995 году. В память об этом событии в 2000 году был установлен мемориальный камень с надписью на иврите, русском и английском языках «Здесь нет ни одной персональной судьбы, все судьбы в единую слиты». В 2011 году установлен памятник работы скульптора Франка Майслера. Также ежегодно 27 января в Янтарном проводятся траурные мероприятия, посвящённые трагедии, которые с 2013 года предваряются «маршем жизни», шествием по части пути 1945 года от посёлка Круглово до Янтарного.

Вид на памятник жертвам Холокоста
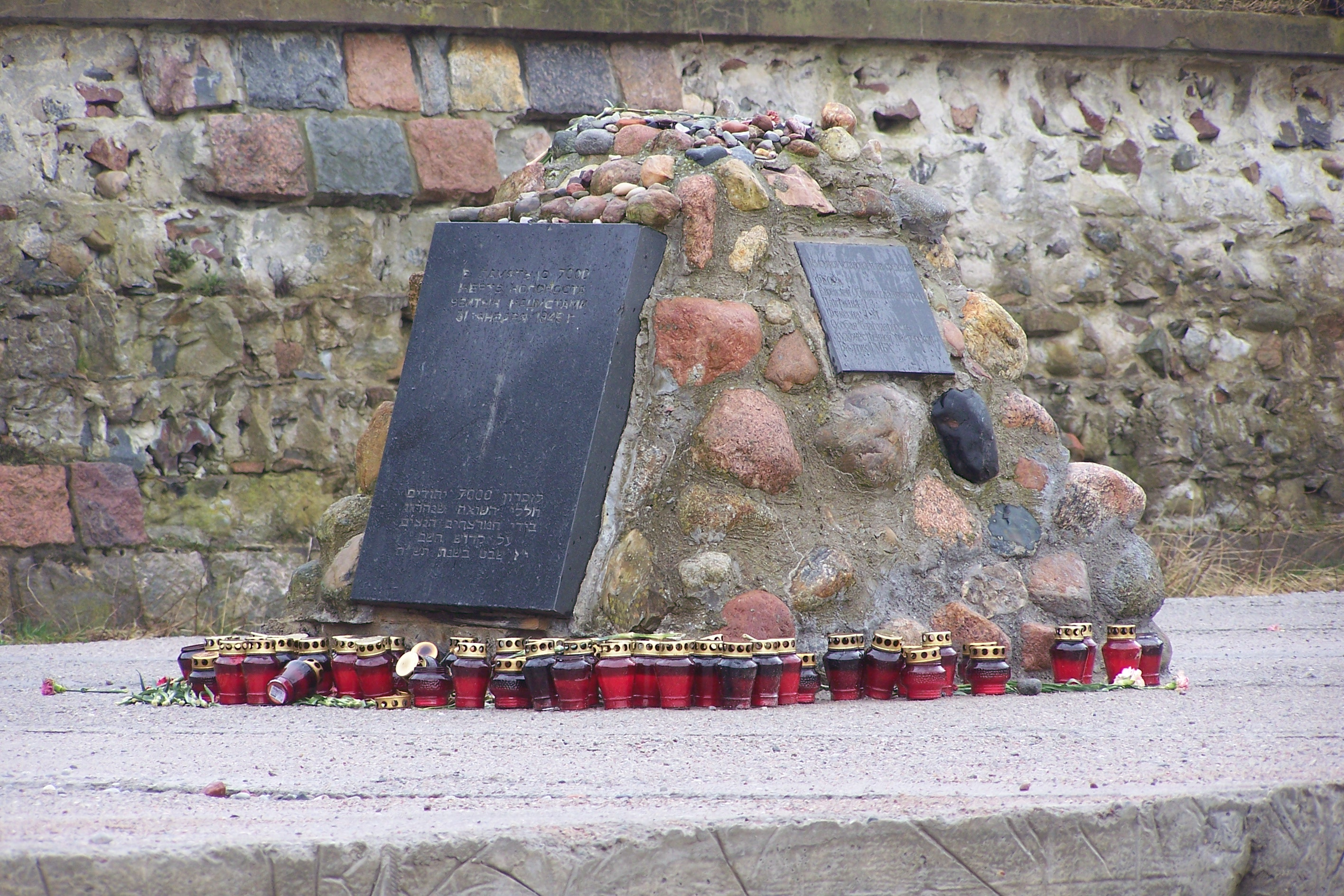
Часть мемориала жертвам Холокоста в Янтарном

В этой шахте, по одной из версий, захоронена Янтарная комната.

### Янтарный
После Второй Мировой войны Пальмникен передан СССР и переименован в Янтарный. Прекратившаяся было добыча янтаря возобновляется в 1947 году.

## Население
| 1910  | 1939  | 1959  | 1970  | 1979  | 1989  | 2002  | 2009  | 2010  |
| ----- | ----- | ----- | ----- | ----- | ----- | ----- | ----- | ----- |
| 1289  | ↗3079 | ↗4307 | ↗4973 | ↘4714 | ↗4948 | ↗5455 | ↘5343 | ↗5524 |
| 2012  | 2013  | 2014  | 2015  | 2016  | 2017  | 2018  | 2019  | 2020  |
| ↗5581 | ↗5590 | ↘5550 | ↗5594 | ↘5569 | ↘5529 | ↗5566 | ↘5550 | ↗5557 |
| 2021  | 2023  |       |       |       |       |       |       |       |
| ↗6645 | ↘6571 |       |       |       |       |       |       |       |

Национальный состав
По итогам переписи населения 2020 года проживали следующие национальности (национальности менее 0,1 % и другое, см. в сноске к строке «Другие»):
| Национальность | Численность, чел. | Доля     |
| -------------- | ----------------- | -------- |
| Русские        | 6286              | 94,60 %  |
| Украинцы       | 56                | 0,84 %   |
| Белорусы       | 43                | 0,65 %   |
| Узбеки         | 17                | 0,26 %   |
| Татары         | 14                | 0,21 %   |
| Литовцы        | 14                | 0,21 %   |
| Немцы          | 7                 | 0,11 %   |
| Казахи         | 7                 | 0,11 %   |
| Другие         | 201               | 3,01 %   |
| Итого          | 6645              | 100,00 % |

## Экономика
Экономику Янтарного составляют 2 основных сферы: янтарная и туристическая. Янтарная отрасль является для города традиционной. Крупнейшее предприятие: АО «Калининградский янтарный комбинат». Помимо комбината обработкой янтаря занимаются различные частные компании. Здесь располагается крупнейшее в мире месторождение янтаря, в котором сосредоточено 90% его разведанных запасов.
Туристическая отрасль начала активно развиваться с 2005 года, когда пост главы занял А. Л. Блинов. Развитие туризма потребовало развитие сферы услуг, которая стала расширяться за счёт усилий малого бизнеса. В результате, на данный момент бюджет города на 30 % формирует малый бизнес.
8 августа 2019 года распоряжением Правительства России Янтарный включён в число моногородов страны.

## Транспорт
В августе 2008 года началось строительство автомагистрали «Приморское кольцо», которая будет иметь ответвление к Янтарному. Однако, в процессе реализации проекта её строительство было заморожено на неопределённый срок. На ноябрь 2019 года дорога до Янтарного не достроена. Возобновление строительства предполагалось в 2021 году.
В Янтарном располагалась одноимённая станция Калининградской железной дороги, относившаяся к железнодорожной линии Светлогорск  — Янтарный — Балтийск. Пассажирские перевозки были прекращены по этой железной дороге в 1998 году, она не использовалась, была законсервирована и фактически заброшена. Официально железнодорожная линия от Южного вокзала Калининграда до Янтарного была закрыта в 2013 году. Начиная с 2016 года Калининградская железная дорога осуществляла демонтаж железнодорожных путей. Восстановление железнодорожного сообщения с Янтарным не планируется.
Городской транспорт представлен межмуниципальным маршрутом № 120, который ходит до Калининграда, обслуживается автотранспортным предприятием ООО «Регио-экспресс». Также через посёлок ходит транзитный маршрут № 587 Балтийск — Зеленоградск, который обслуживают автотранспортные предприятие «Зеленоградсктранс» и «Светлогорскавто». Также работают маршруты № 282 Синявино — Янтарный — Светлогорск — Пионерский и № 286 Покровское — Янтарный — Светлогорск — Пионерский.

## Достопримечательности
В Янтарном находится музейно-выставочный комплекс «Янтарный замок», а также открытый в 2018 году частный музей художника Александра Савельева, в котором представлены его скульптурные работы, сделанные из корней деревьев.

Панорама пляжа в Янтарном

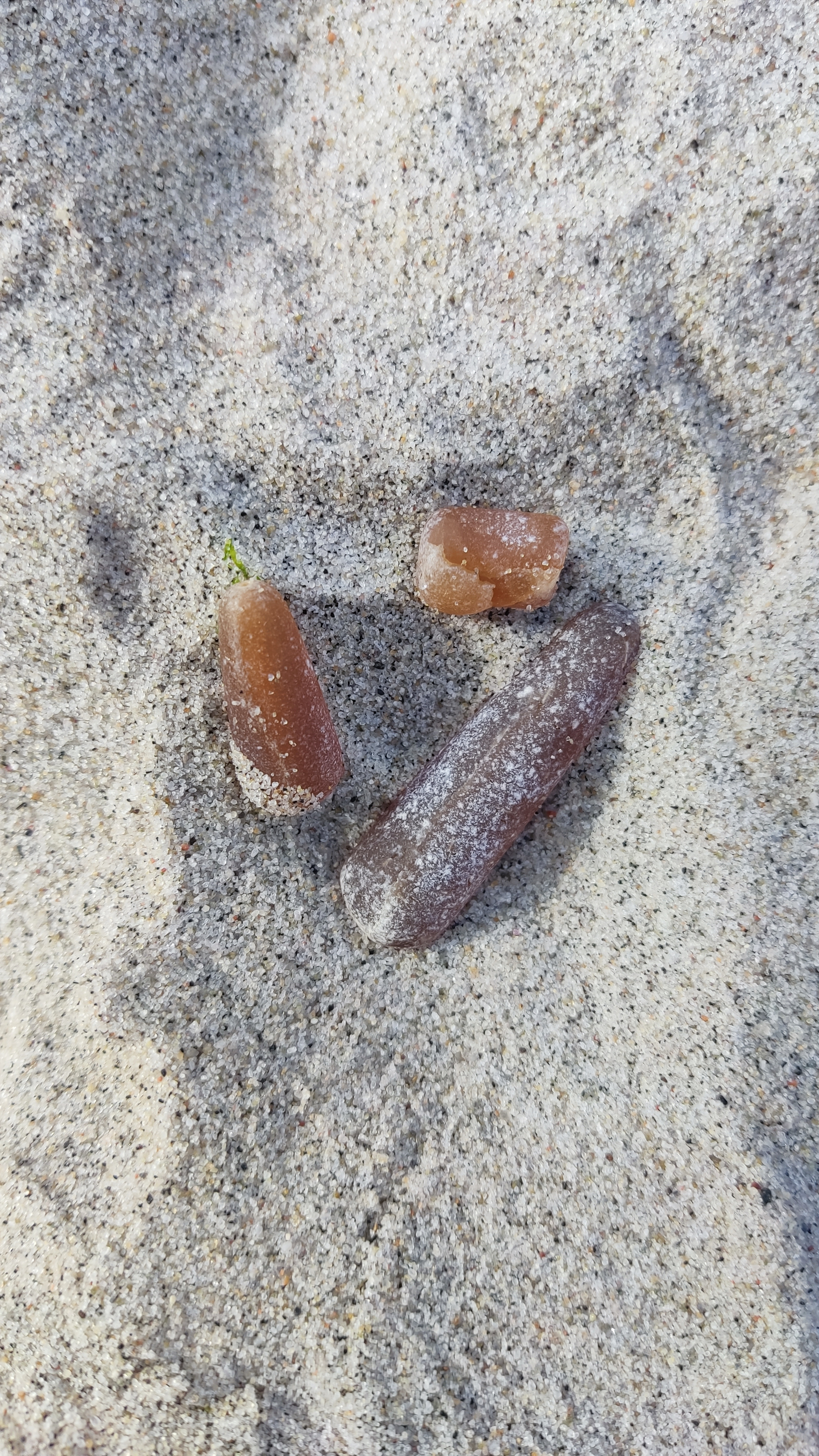
Ростры белемнита, или "чертовы пальцы", ошибочно принимаемые за янтарь

Рядом с посёлком находятся самый широкий в Калининградской области песчаный морской пляж, (ширина пляжа не уменьшается вдоль береговым течением, так как он постоянно подпитывается пульпой янтарного комбината. Пляж Янтарного стал первым в России получившим «Голубой флаг». Флаг присуждён на период с 1 июня по 1 сентября 2016 года для участка пляжа площадью порядка трёх гектар, расположенном в живописном месте возле бывшей шахты добычи янтаря Анна. В последующие годы пляж ежегодно получал «Голубой флаг». В 2019 году второй пляж Янтарного расположенный рядом с парком Беккера также был удостоен «Голубого флага». На пляжах Янтарного после штормов можно найти кусочки янтаря, сбором которых часто занимаются туристы. Такой сбор не запрещён законом: наказание предусмотрено только за добычу янтаря, то есть выкапывание его из земли или морского дна.

В Янтарном расположено крупное живописное Синявинское (Янтарное) озеро, излюбленное место отдыха дайверов, образовавшееся на месте бывшего янтарного карьера, парк имени Морица Беккера, основателя парка и янтарной мануфактуры со множеством редких деревьев, среди которых тюльпанное дерево, красные буки, Парковая площадь с отметкой так называемого «Янтарного пути». Одной из основных достопримечательностей Янтарного стал открытый 29 августа 2014 года променад, который представляет собой деревянную дорожку со смотровыми площадками, проложенную вдоль морского побережья от спуска к морю в парке Беккера до площадки у кафе «Галера». Его длина равна 1980 метрам, из них 700 метров проходят над озером. С променада жители и туристы могут полюбоваться на лебедей, многочисленных уток, отдельные отдыхающие занимаются рыбной ловлей. На променаде установлены скамейки, а также организованы выходы к морю и к лестницам, ведущим в город. В 2019 году был создан дополнительный спуск к морю и променаду от парка Беккера в форме пандуса, удобный для лиц с ограниченными возможностями, пожилых и родителей с маленькими детьми в колясках.

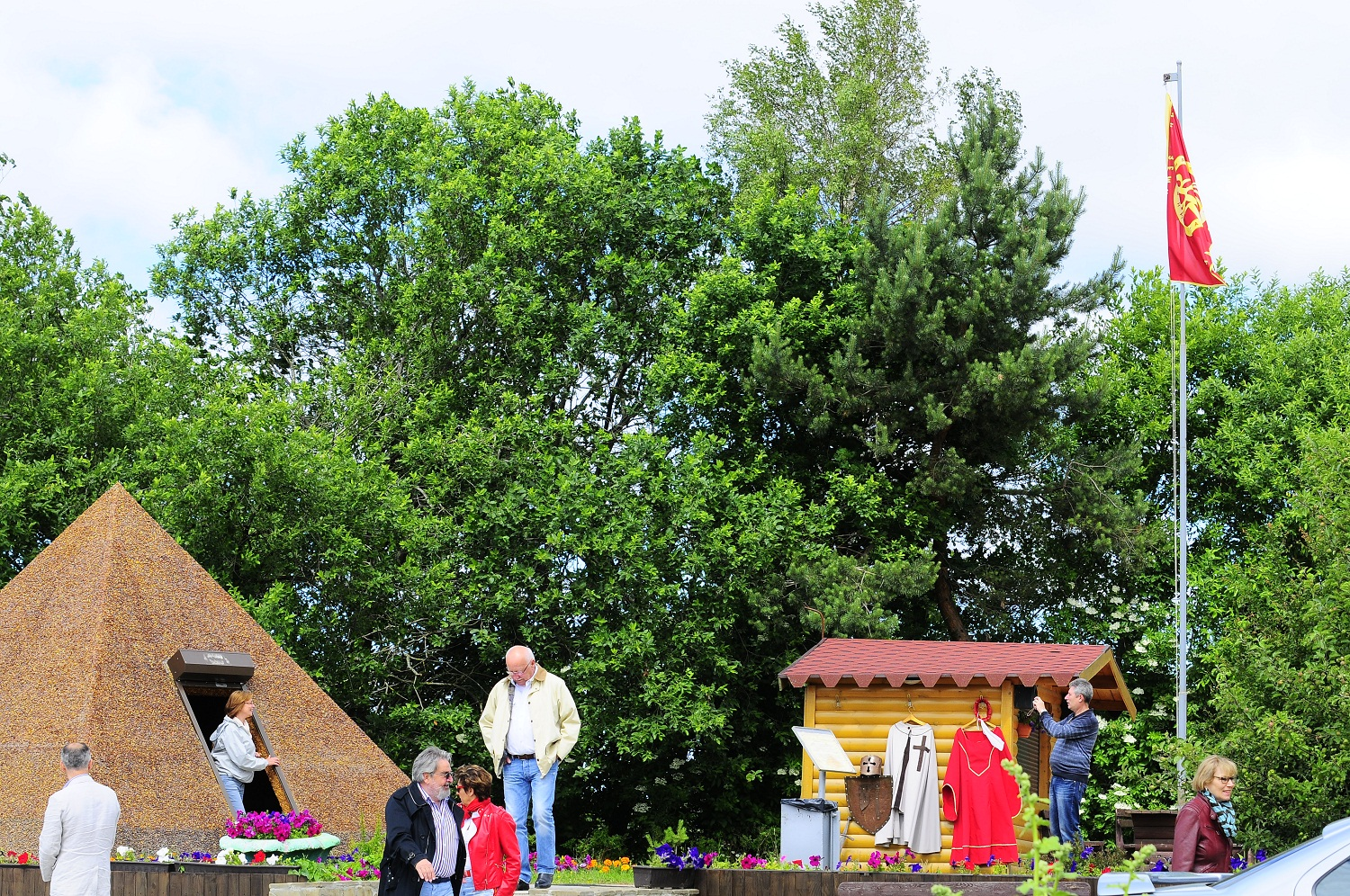
Туристическая смотровая площадка карьера Приморский

Желающие могут посетить смотровую площадку Приморского карьера и музей Янтарного комбината. В городе сохранилась бывшая евангелистская кирха, построенная в XIX веке Морисом Беккером (с 1991 года храм Казанской иконы Божией Матери).
Летом в Янтарном проводятся отборочные туры чемпионата России и международные турниры по пляжному футболу, пляжному волейболу, регби, заплывы на Янтарном озере «Янтарная миля» и множество фестивалей. Ежегодно, начиная с 2009 года, в Янтарном проводится полуфинал Чемпионата мира по ловле янтаря, финал проходит на польской части Балтийской косы. В 2010, 2014 — 2015 и 2016 годах в Янтарном проводился ежегодный международный музыкальный фестиваль «Янтарный пляж».

## Галерея

### Современные виды

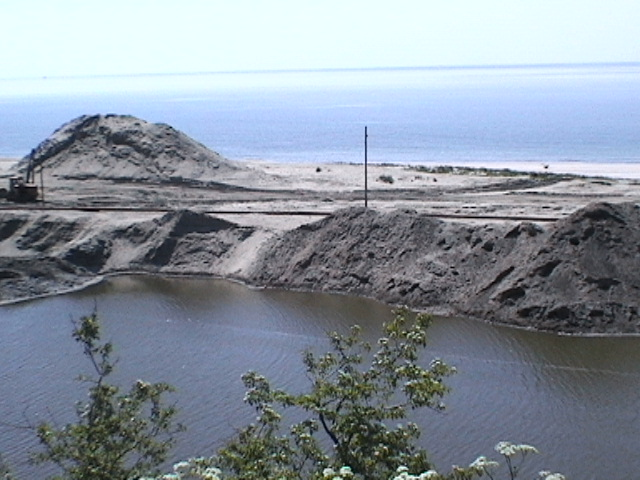
Добыча янтаря у кромки моря карьерным способом
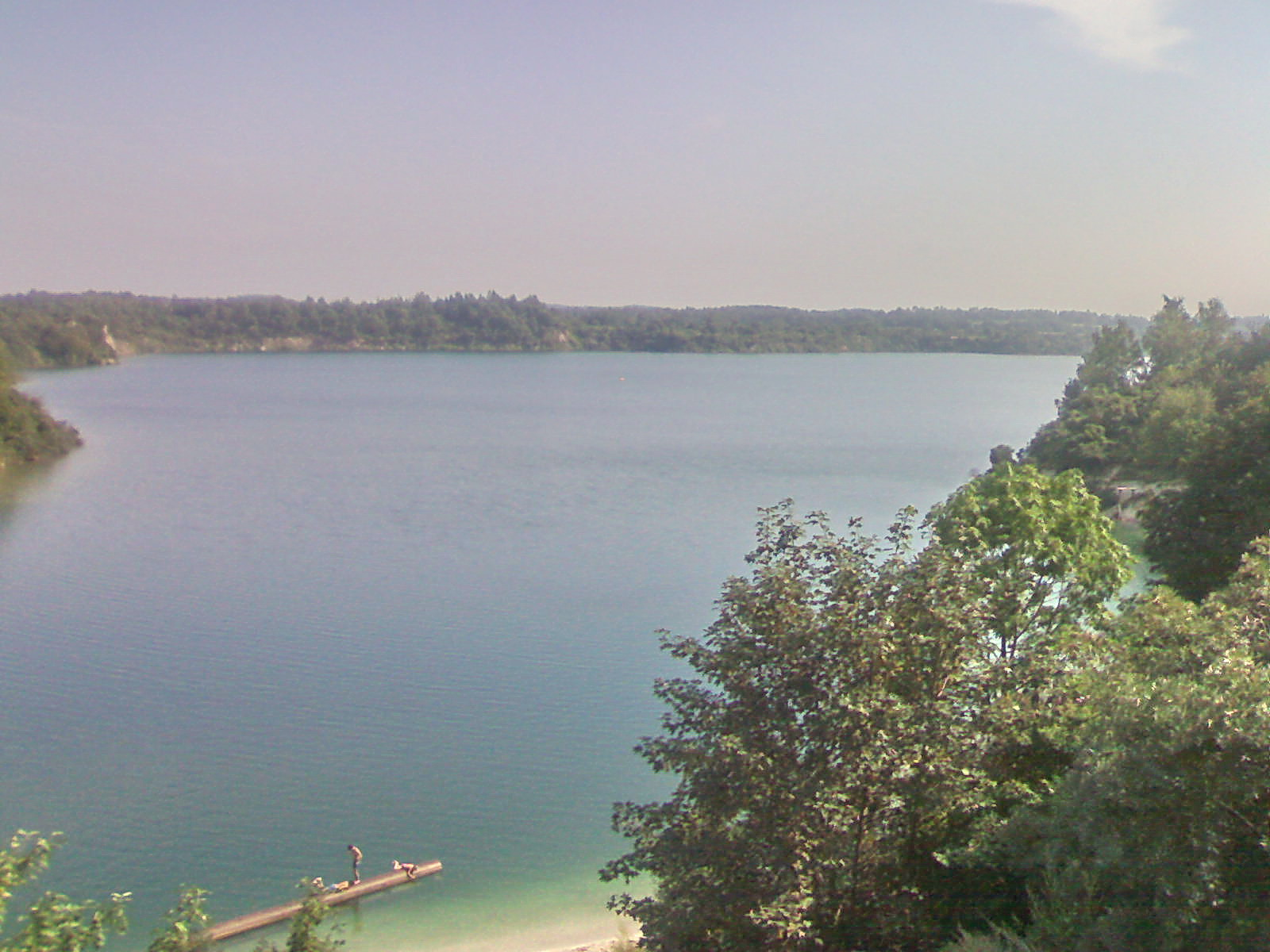
Синявинское озеро на месте бывшего карьера Вальтер по добыче янтаря
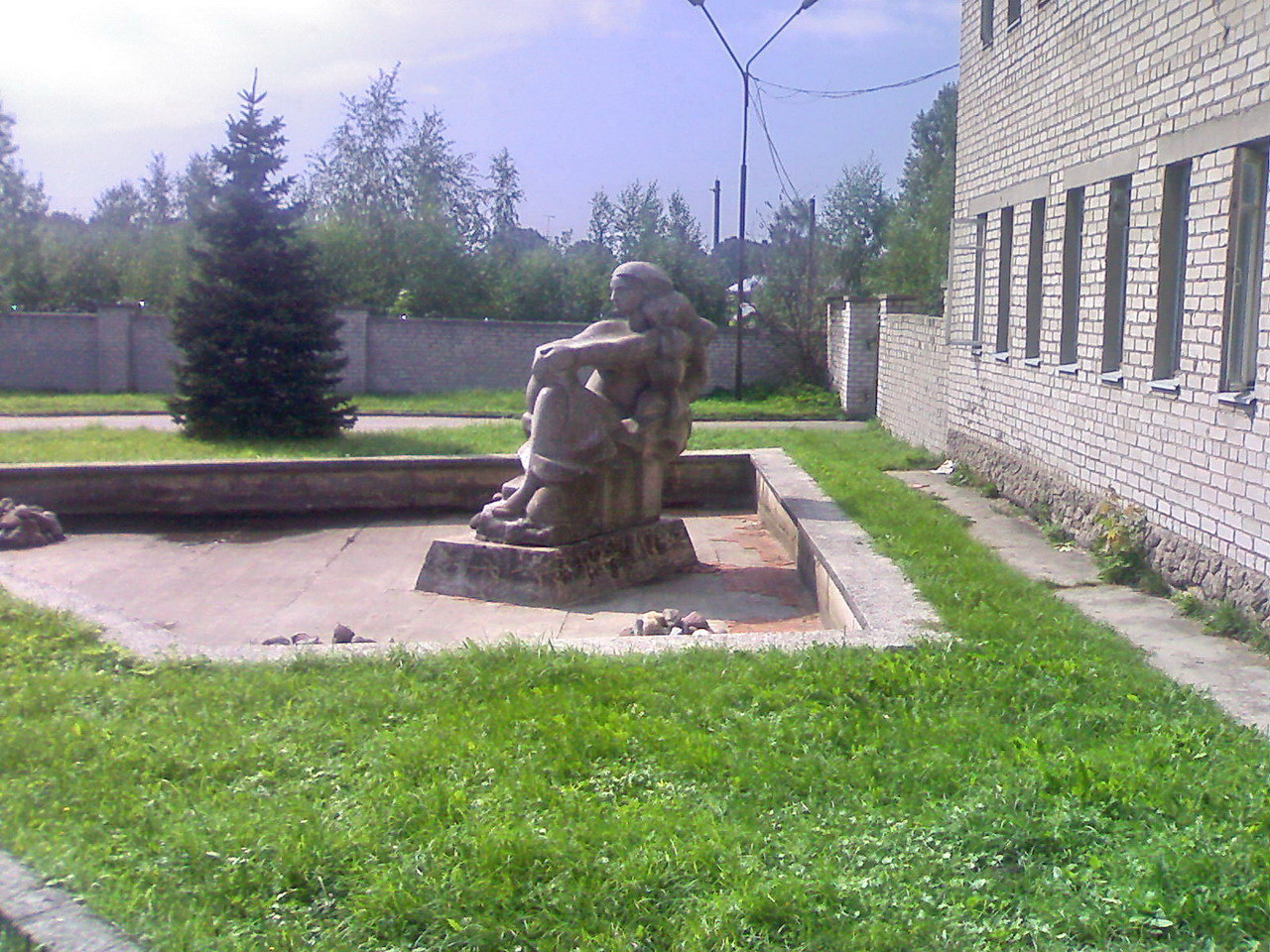
Скульптура у входа на янтарный комбинат
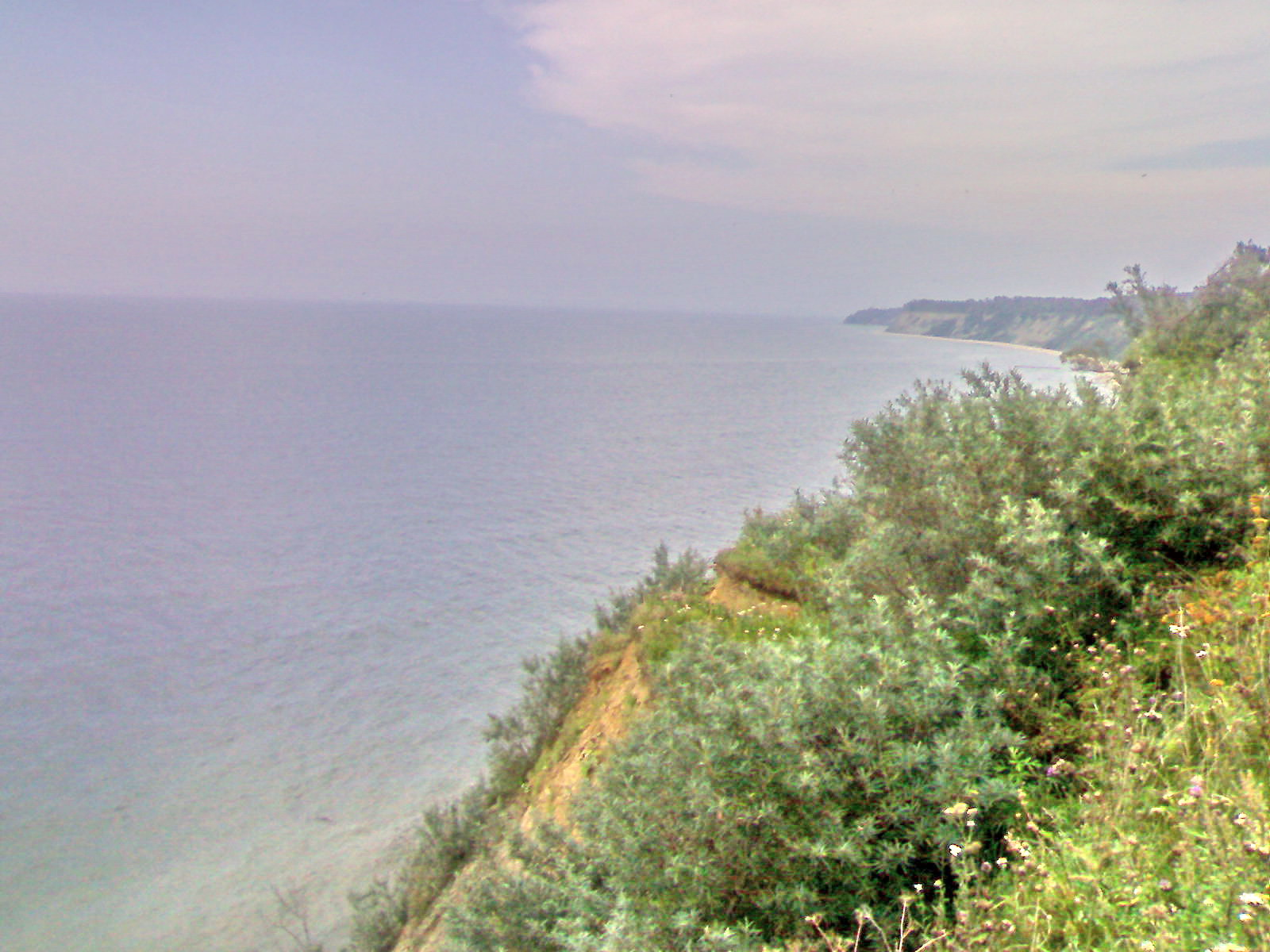
Вид с крутого берега на морской пляж у Янтарного
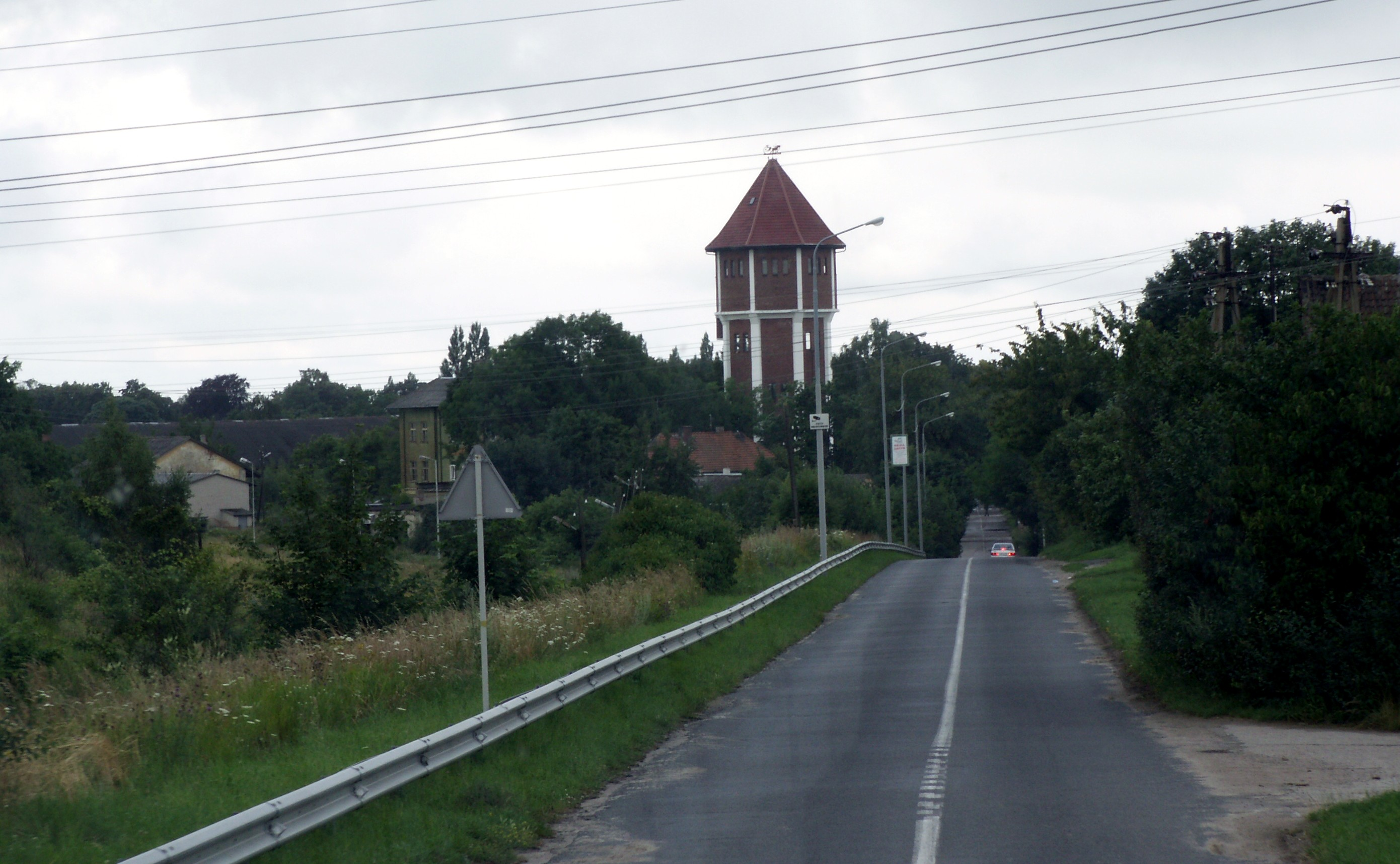
Дорога в посёлке, видна водонапорная башня
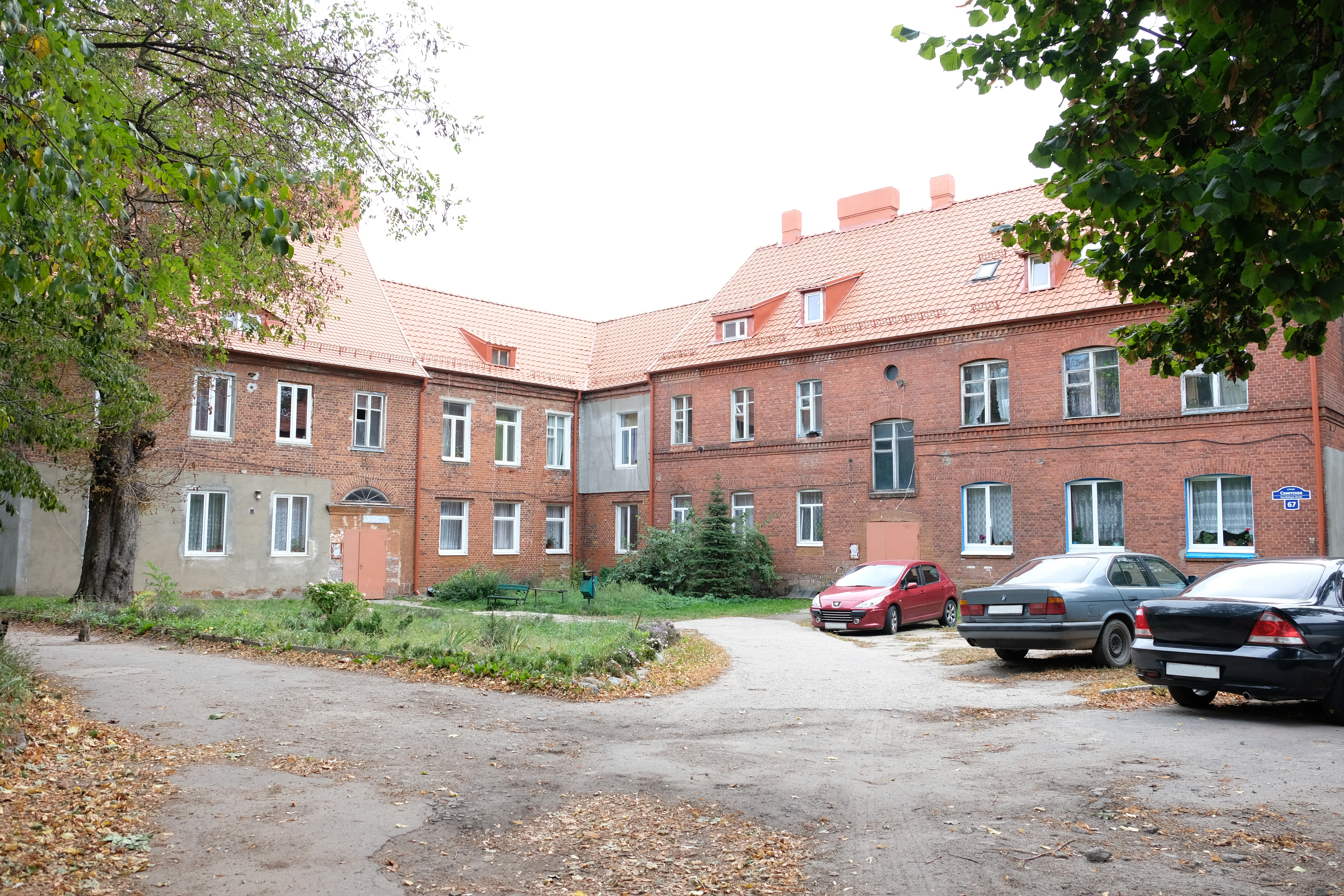
Старый дом № 67 на Советской улице. Объект культурного наследия
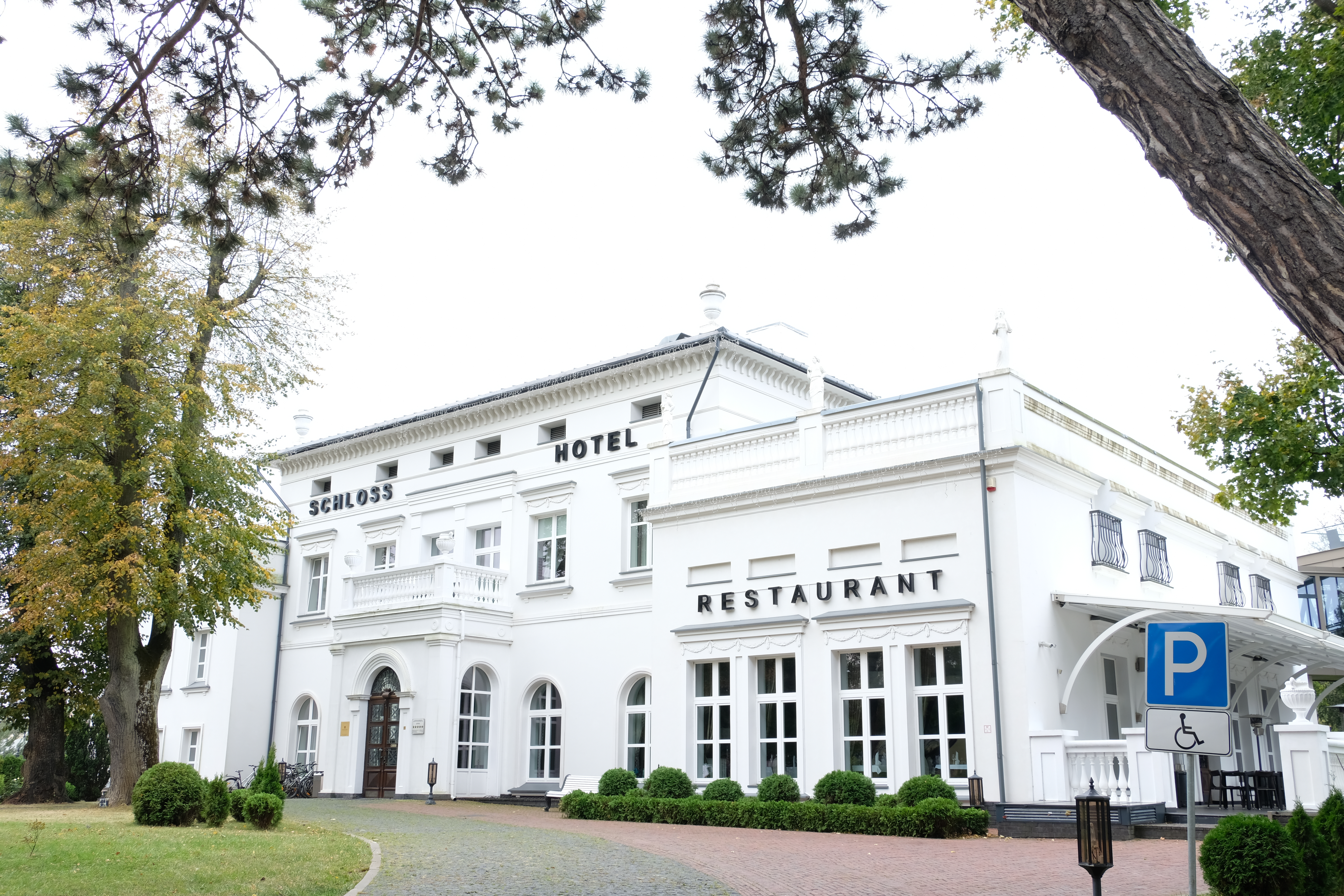
Реконструированный исторический корпус отеля «Шлосс»
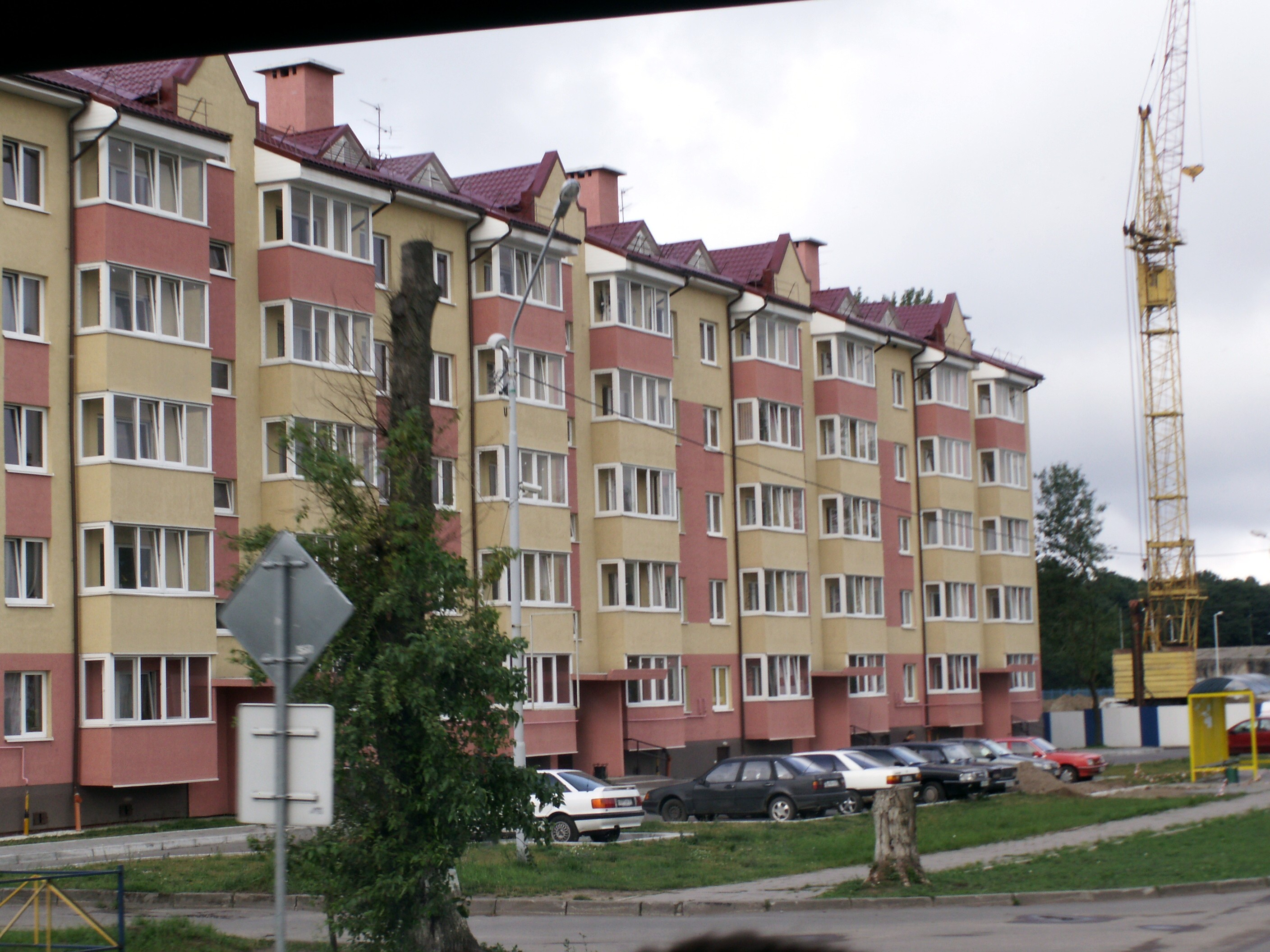
Современный дом
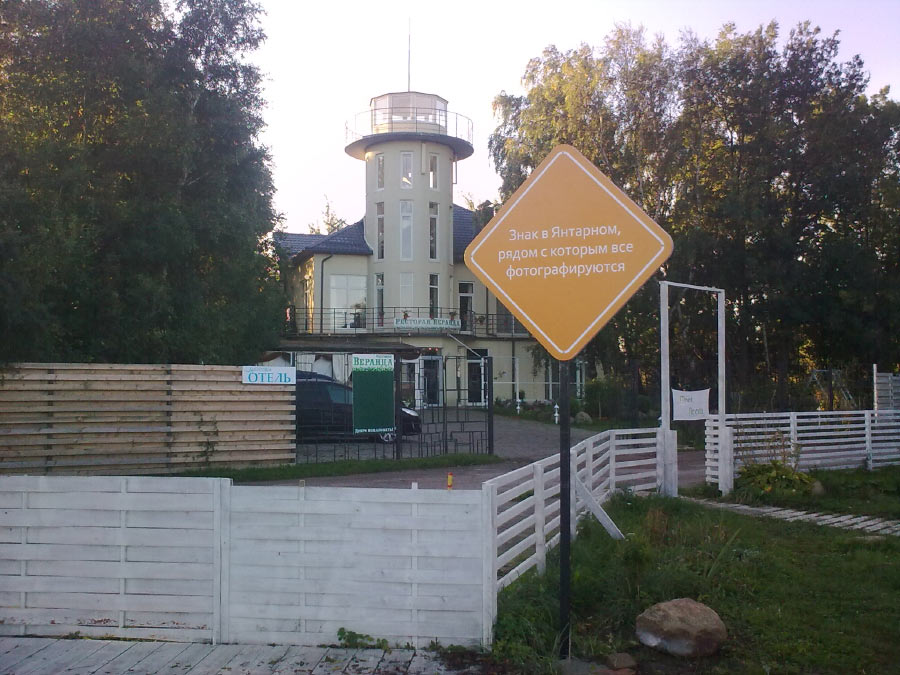
Знак, установленный студией Артемия Лебедева
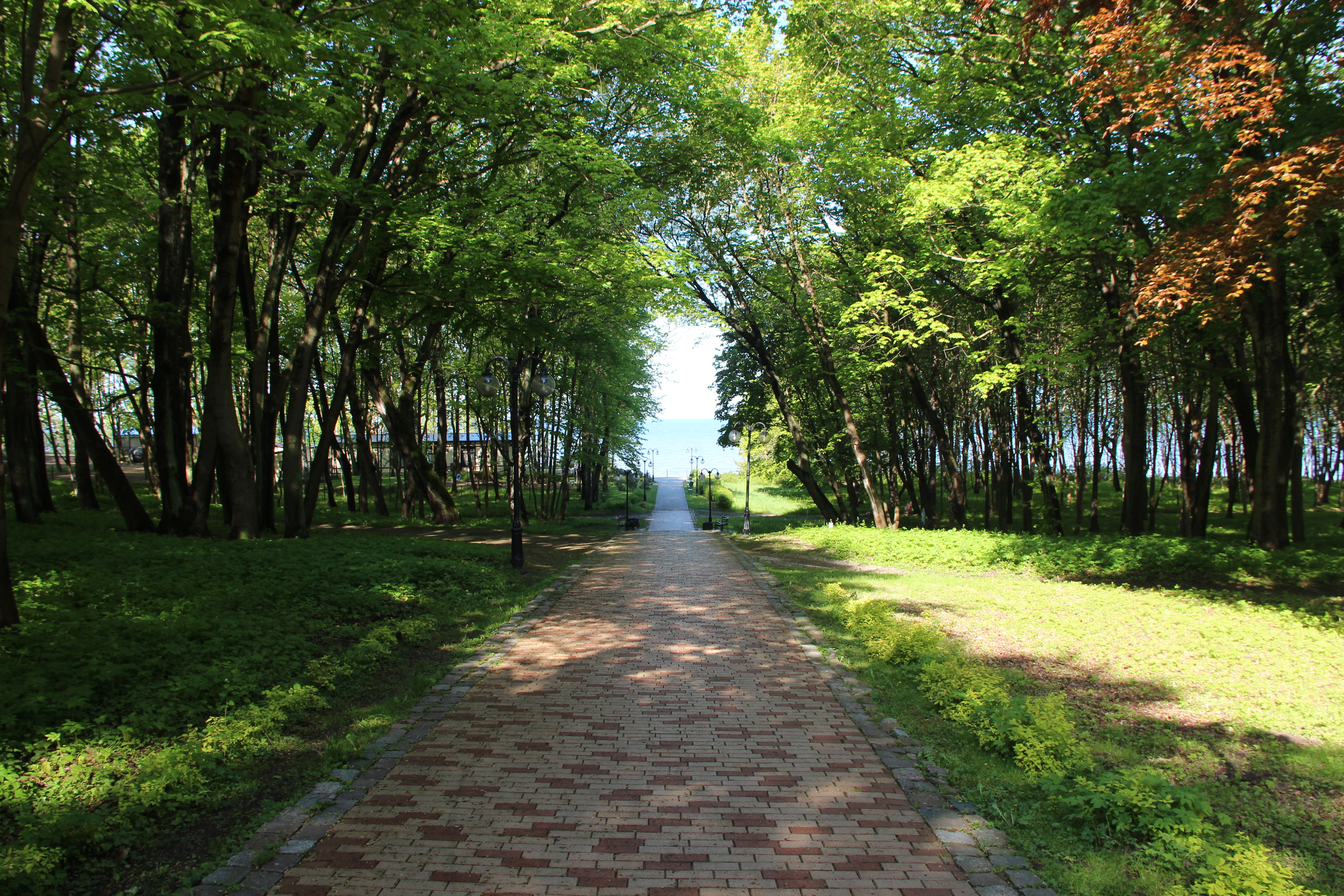
Парк имени Мориса Беккера. Центральный спуск к морю
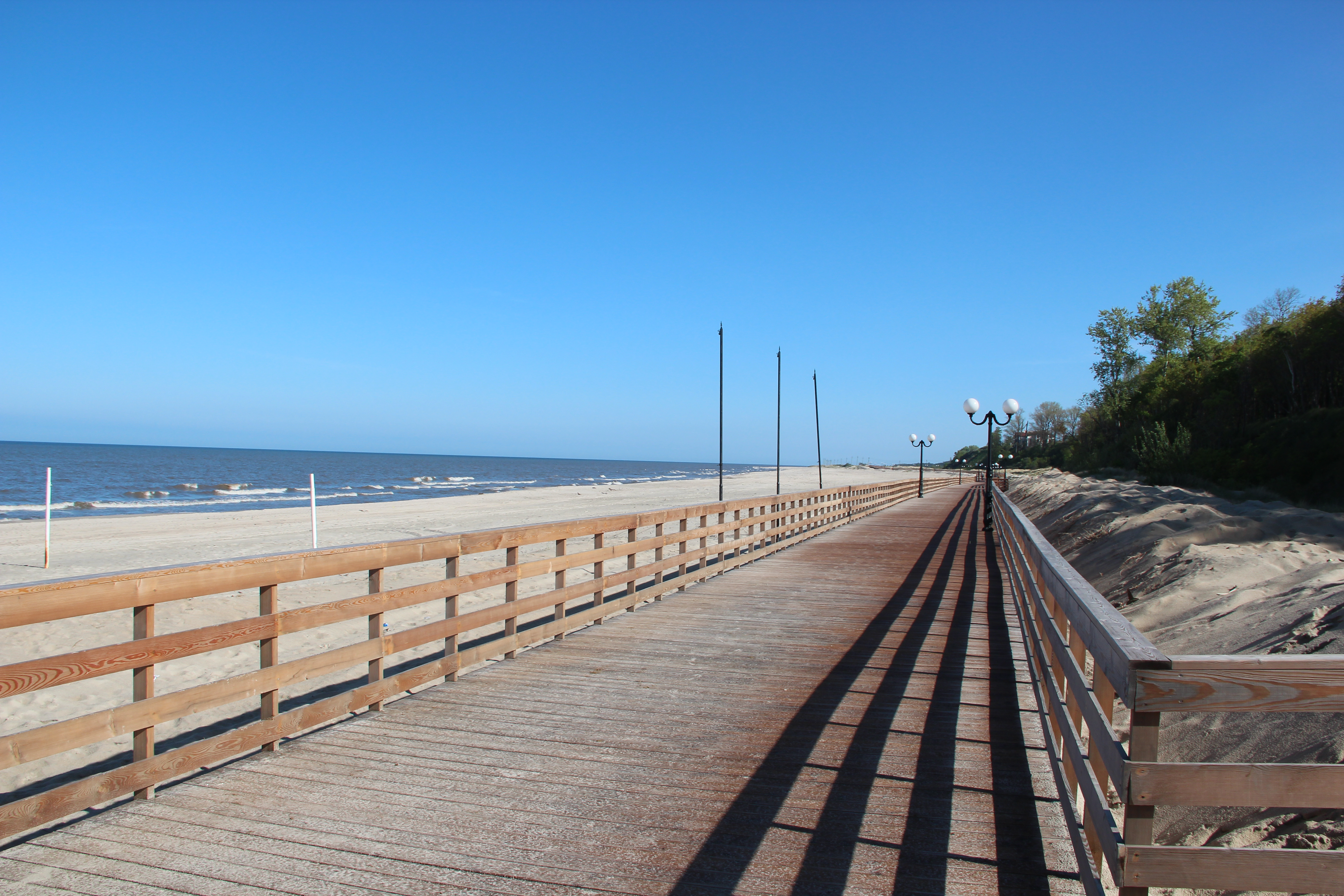
Променад
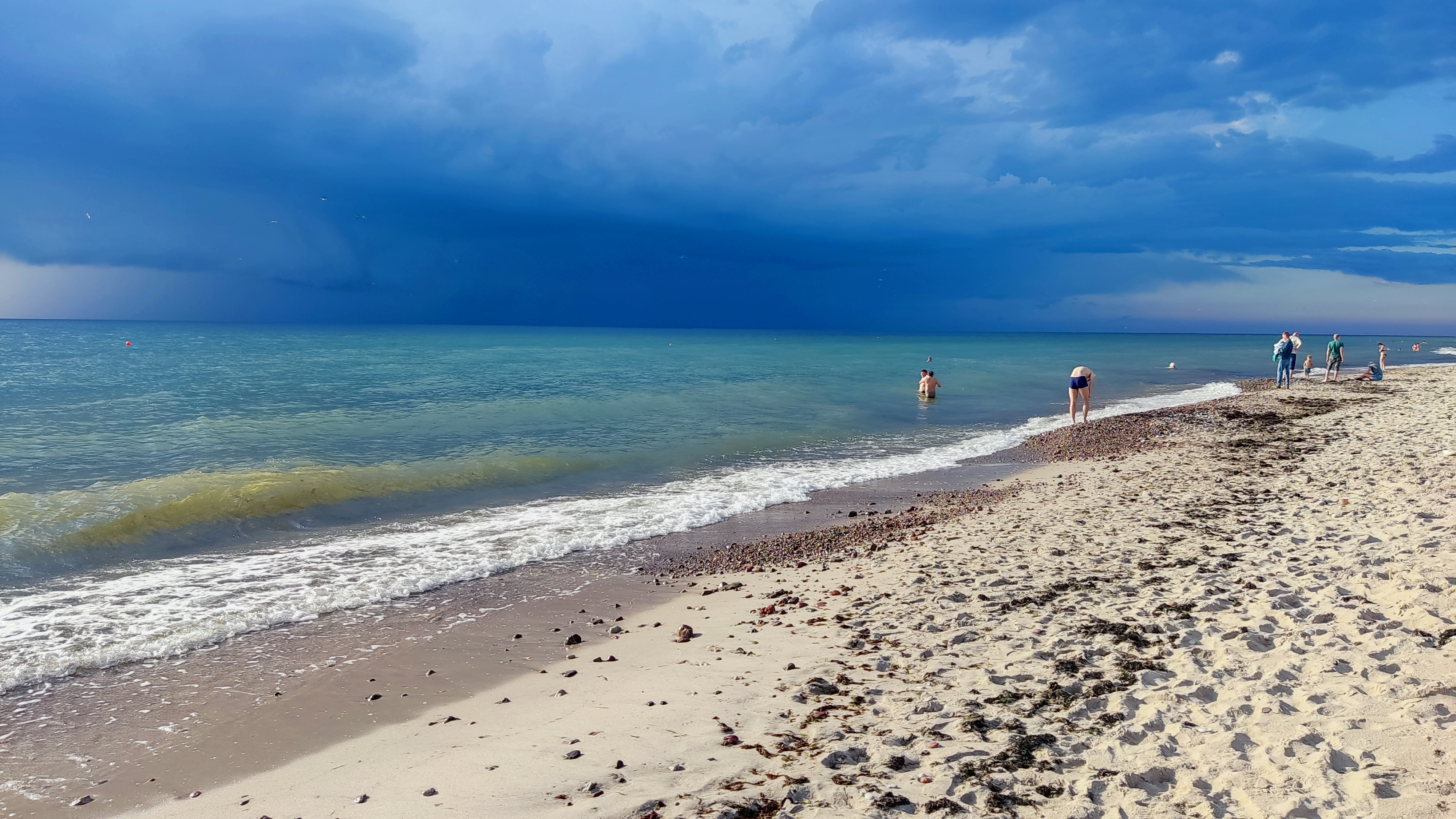
Пляж в Янтарном

## Карты
- Лист карты N-34-VIII Янтарный. Масштаб: 1 : 200 000. Состояние местности на 1984 год. Издание 1987 г. (топографическая)

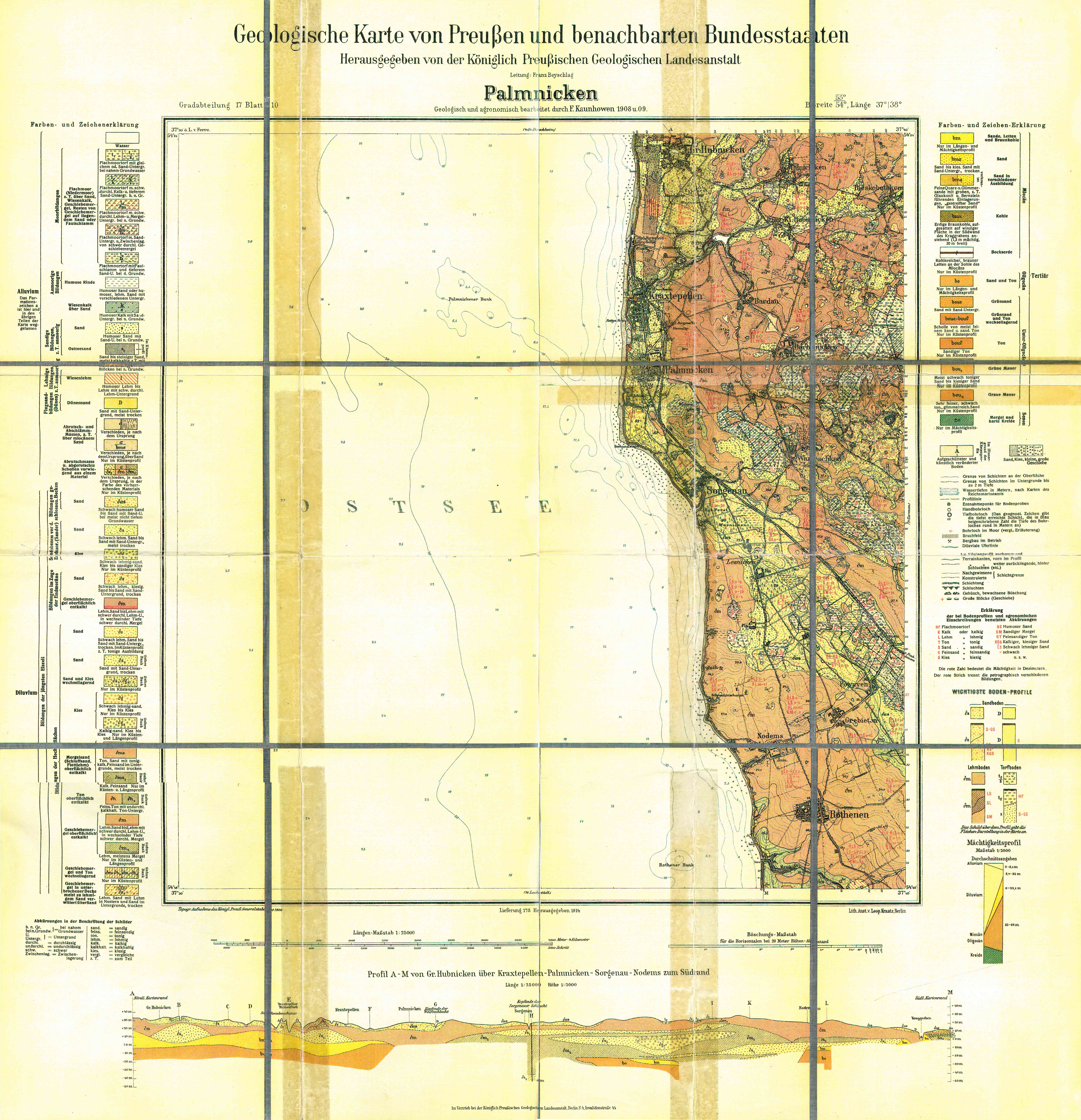
Геологическая карта Пальмникена 1908—1909 гг.
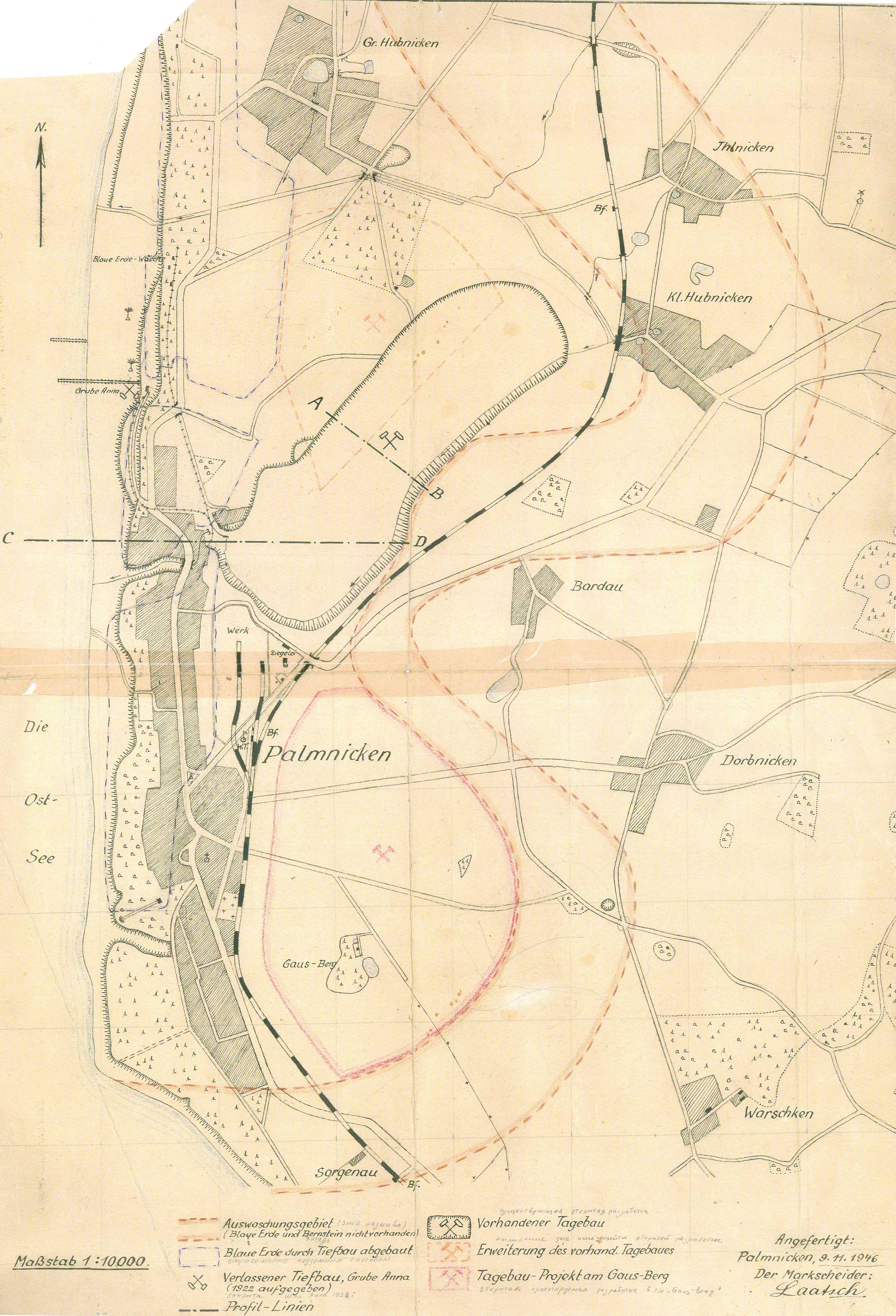
Карта-схема Пальмникена на немецком языке, изготовленная для янтарного комбината в 1946 году.